# Petite Bretonne assise
Petite Bretonne assise – ou Portrait de Marie Francisaille – est un tableau réalisé par le peintre français Paul Sérusier en 1895. De format vertical, cette huile sur toile est le portrait d'une petite paysanne de Châteauneuf-du-Faou, dans le Finistère. La fillette y figure assise les mains jointes devant un fond neutre. 
L'œuvre est exposée au Salon des indépendants l'année de sa création. Elle est offerte par l'artiste à Thadée Natanson à la demande de Misia Natanson. Elle entre dans les collections publiques en 1953, à la faveur de son legs par la nouvelle épouse du critique d'art récemment disparu. Affectée au musée d'Orsay, à Paris, en 1977, elle se trouve depuis 1990 en dépôt au musée de Pont-Aven, à Pont-Aven. Une autre version est conservée à la Kunsthalle de Brême, à Brême, en Allemagne.

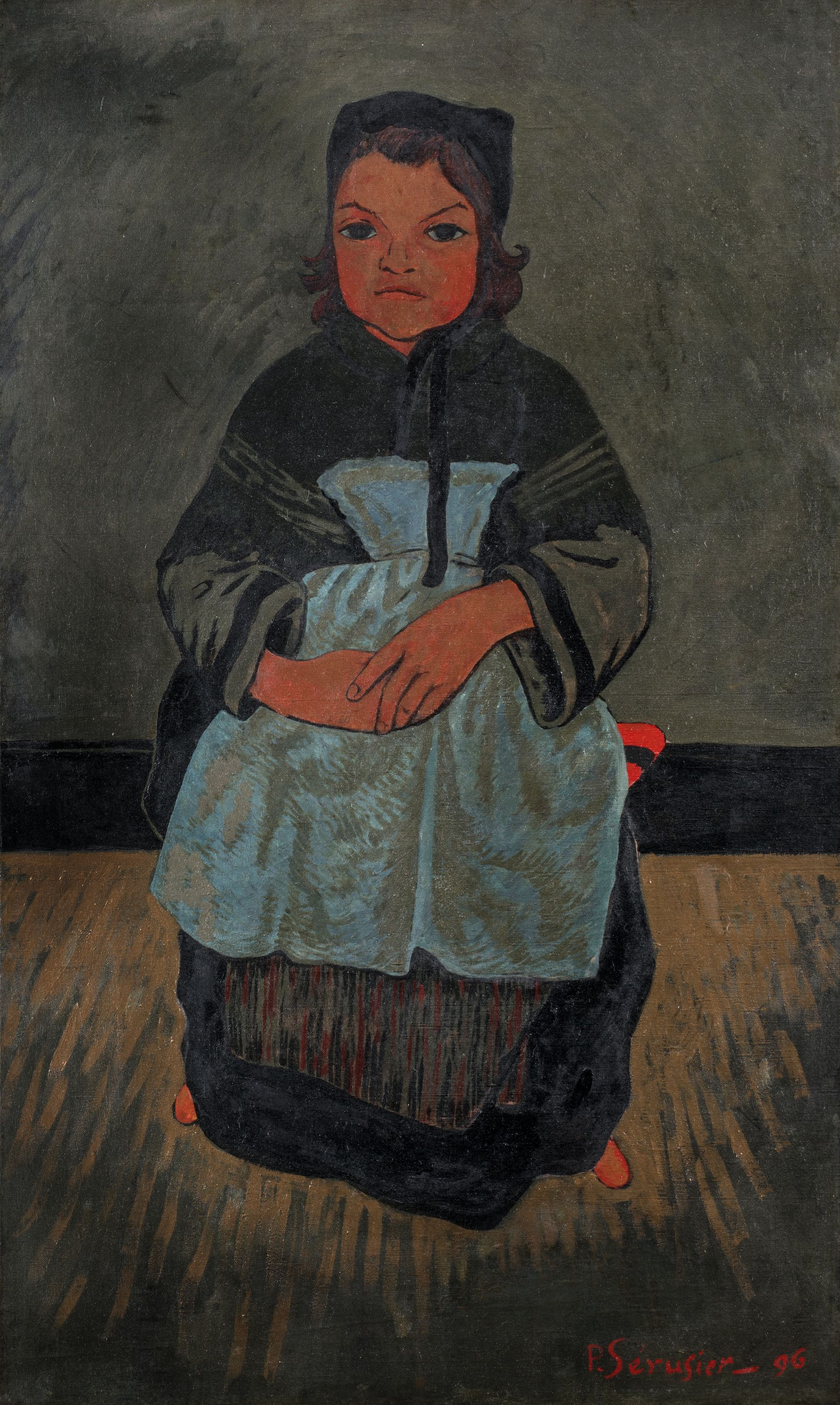
Portrait de Marie Francisaille, 1896 – Kunsthalle de Brême, Brême.